# جون إيفانز (سياسي أمريكي)
جون إيفانز (بالإنجليزية: John Evans)‏ هو طبيب وسياسي أمريكي، ولد في 9 مارس 1814 في الولايات المتحدة، وتوفي في 2 يوليو 1897 في دنفر في الولايات المتحدة. حزبياً، نشط في الحزب الجمهوري. وقد انتخب Governor of the Territory of Colorado ‏ (26 مارس 1862 – 17 أكتوبر 1865).